# Forráscsiga
A forráscsiga (Bythinella austriaca) a Duna közép-európai szakaszának vízgyűjtő területén lévő hideg forrásokban élő, kis méretű vízicsigafaj.

## Megjelenése

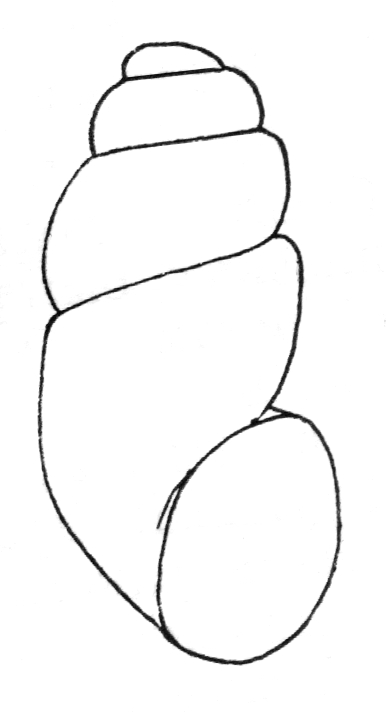

A forráscsiga igen kis méretű faj, a háza magassága kb. 3,2 mm, szélessége 1,6 mm. A csigaház majdnem henger formájú, a kanyarulatok lapítottak; az utolsó kanyarulat a ház teljes magasságának kétötödét teszi ki. A héj áttetsző és a fiataloknál színtelen, idővel fehéressé válik. Felszínét gyakran zöld vagy barna algaréteg fedi.
Négy alfaja ismert:
- B. austriaca austriaca (Frauenfeld, 1857)
- B. austriaca conica (Clessin, 1910)
- B. austriaca ehrmanni (Pax, 1938)
- B. austriaca pavovillatica (Canon, 1937)

A Bythinella hungarica-ról 2006-ban kimutatták, hogy ezzel a fajjal azonos.

## Elterjedése
Közép-Európában, a Duna vízgyűjtő területén elterjedt Németországban, Ausztriában, Magyarországon, Szlovákiában, Csehországban és Lengyelországban. Összesen kb. 1000 helyen találták meg. Romániából is jelentették, de azok a példányok feltehetően egy másik Bythinella-fajhoz tartoznak. 

## Életmódja
A forráscsiga állandó vízhőmérsékletű, hideg forrásokban vagy patakok felső folyásánál él. Megfelelő körülmények között négyzetméterenként akár ezer példány is megtalálható. Jelenlétük a tiszta, szennyezetlen víz indikátora. Jól alkalmazkodtak a hideg, tápanyagszegény környezethez, de körülményeik megváltozására igen érzékenyek, szinte azonnal megfogyatkozik a számuk. Egyik forrásból a másikba madarak és egyéb nagyobb állatok viszik át őket, amelyek lábára rátapadnak a csigák vagy a petéik. A forráscsigák kovamoszatokkal, kék- és zöldmoszatokkal, a felületekre tapadt baktériumbevonattal, valamint a vízbe hullott levelek, gallyak szerves anyagaival táplálkoznak.  

## Természetvédelmi helyzete
Bár az egyes populációit veszélyeztetheti a vízszabályozás és a vízszennyezés, nagy egyedszáma és számos előfordulási helye miatt a Természetvédelmi Világszövetség Vörös listáján "nem fenyegetett" kategóriába került.
Magyarországon nem védett.

## Fordítás
- Ez a szócikk részben vagy egészben  az   Österreichische Quellschnecke című német Wikipédia-szócikk ezen változatának fordításán alapul.  Az eredeti cikk szerkesztőit annak laptörténete sorolja fel. Ez a jelzés csupán a megfogalmazás eredetét és a szerzői jogokat jelzi, nem szolgál a cikkben szereplő információk forrásmegjelöléseként.